# Drei elegische Stücke
Drie elegische Stücke is een verzameling werkjes van Christian Sinding. Hij schreef de werkjes voor viool en piano. De drie werkjes zijn gebundeld, maar kunnen los van elkaar gespeeld worden. Het zijn typische stukjes van Sinding, die volledig passen in het romantische oeuvre van de componist. Het maakt daarbij niet uit of ze geplaatst worden tussen werk van de componist uit andere tijden. Sinding bleef zijn leven lang trouw aan zijn eigen behoudende stijl.
De drie stukken zijn:
1. Elegie
2. Andante religioso
3. Berceuse